# NBA Courtside 2: Featuring Kobe Bryant
NBA Courtside 2: Featuring Kobe Bryant est un jeu vidéo de basket-ball sorti en 1999 sur Nintendo 64. Le jeu a été développé par Left Field Productions et édité par Nintendo.
Le jeu est la suite de Kobe Bryant in NBA Courtside.